# Hypnum haldanianum
Hypnum haldanianum là một loài Rêu trong họ Hypnaceae. Loài này được Grev. mô tả khoa học đầu tiên năm 1825.